# Astragalus amasiensis
Astragalus amasiensis är en ärtväxtart som först beskrevs av Josef Franz Freyn och Joseph Friedrich Nicolaus Bornmüller, och fick sitt nu gällande namn av Joseph Friedrich Nicolaus Bornmüller. Astragalus amasiensis ingår i släktet vedlar, och familjen ärtväxter. Inga underarter finns listade i Catalogue of Life.